# 北长山乡
北长山乡是中国山东省烟台市蓬莱区下辖的一个乡。该乡辖有6座岛屿，岛陆面积10km2，海岸线长30km。总人口3303人。2000年12月，庙岛乡、北长山乡合并为北长山区公所。2003年2月，改设北长山乡。

## 行政区划
北长山乡下辖北城村、嵩前村、店子村、花沟村、庙岛村、庙岛山前村。

## 人口
2010年中国第六次人口普查时，北长山乡共有人口3774人。共有家庭1433户，平均每户2.46人。14岁以下的少年儿童共432人，占总人口11.44%；15-64岁人口共2907人，占总人口77.02%；65岁及以上的老年人共435人，占总人口的11.52%。男性共计2060人，占总人口54.58%；女性共计1714，占总人口45.41%。本地居住的人口中，拥有本地户籍的人口为2419人，占64.09%。
1. ↑  中国国务院人口普查办公室、中国国家统计局人口就业统计司等. . 统计年鉴分享平台: 表15 山东省乡、镇、街道人口. 2010  [2018-07-19]. （原始内容 (收费)存档于2018-07-19）.